# Tuinmuur van kasteel Groeneveld
De Tuinmuur van kasteel Groeneveld is een rijksmonument bij Kasteel Groeneveld in Baarn.
De bakstenen retranchemuur aan de zuidzijde van de oprijlaan omsluit een deel van de rechthoekige moestuin aan de zijde van de oprijlaan. De tuin is verder met haagbeuken omhaagd. De halfsteensmuur uit ongeveer 1730 bestaat uit rechte terugliggende en vooruitspringende vakken. Hierdoor zijn trapeziumvormige nissen ontstaan. De voorzijde van de muur is gepleisterd en heeft twee poorten tussen pijlers. 

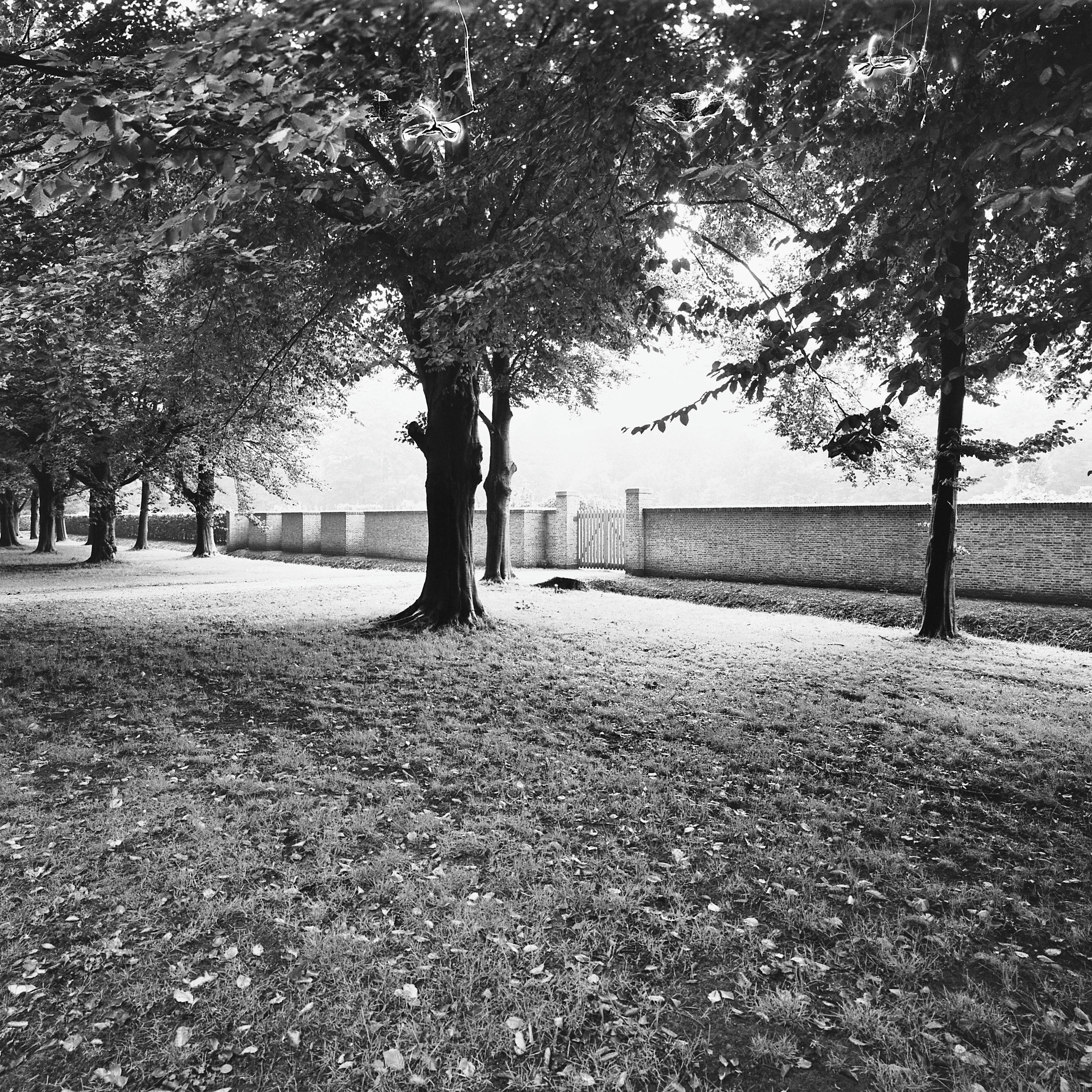
Achterzijde fruitmuur
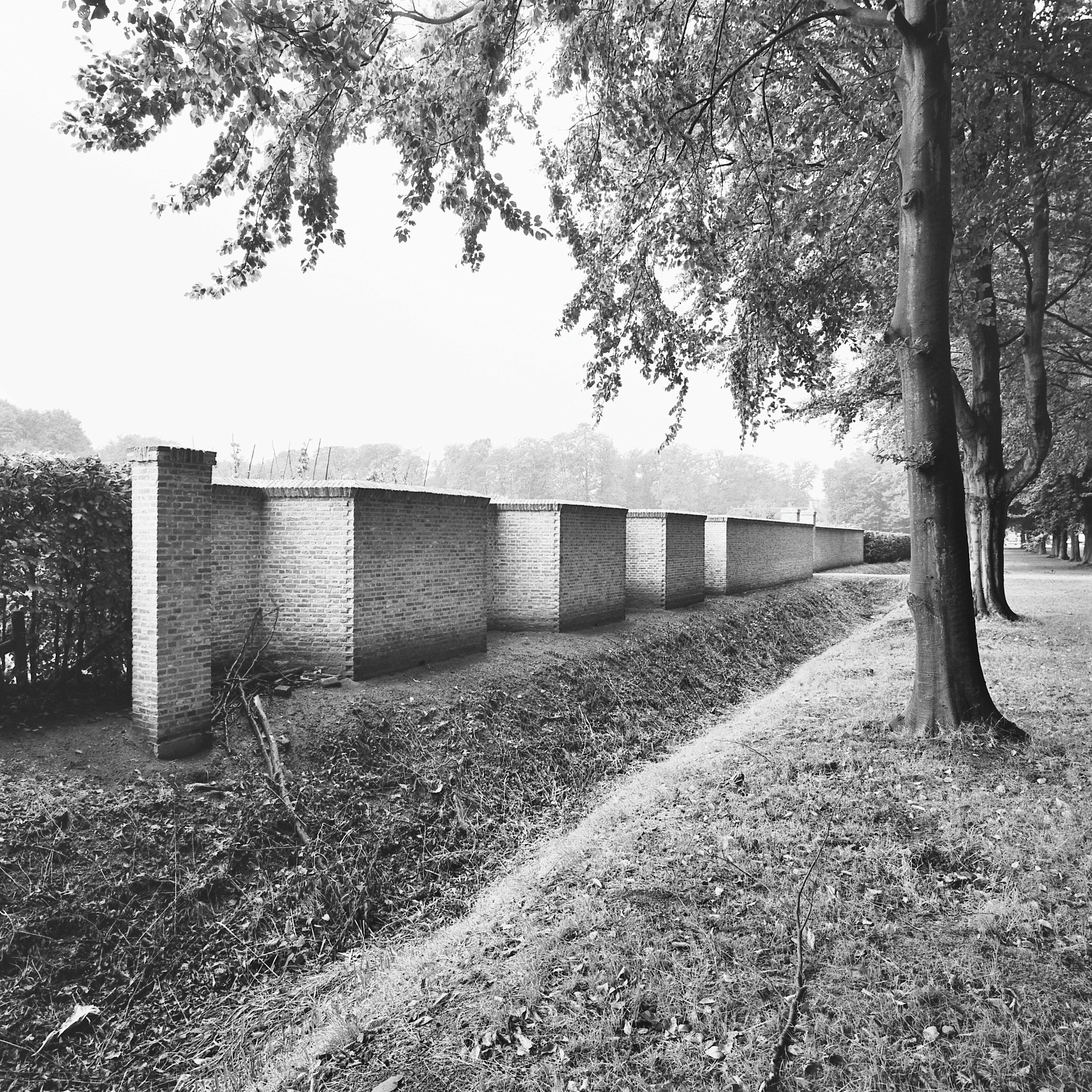
Fruitmuur
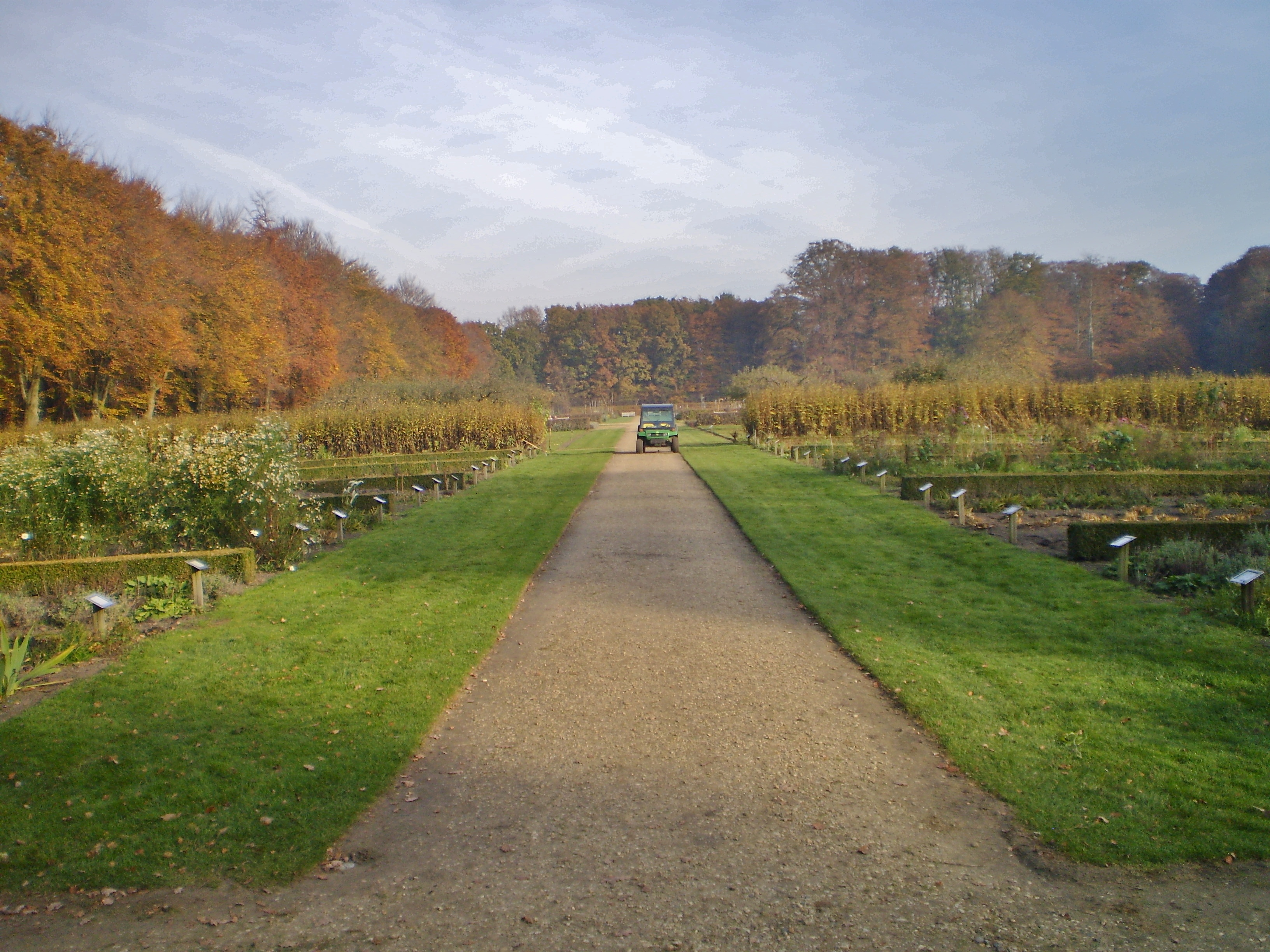
Tuin aan de binnenzijde